# 賴恩德爾巴赫河
47°44′42″N 11°25′18″E / 47.745099°N 11.421802°E

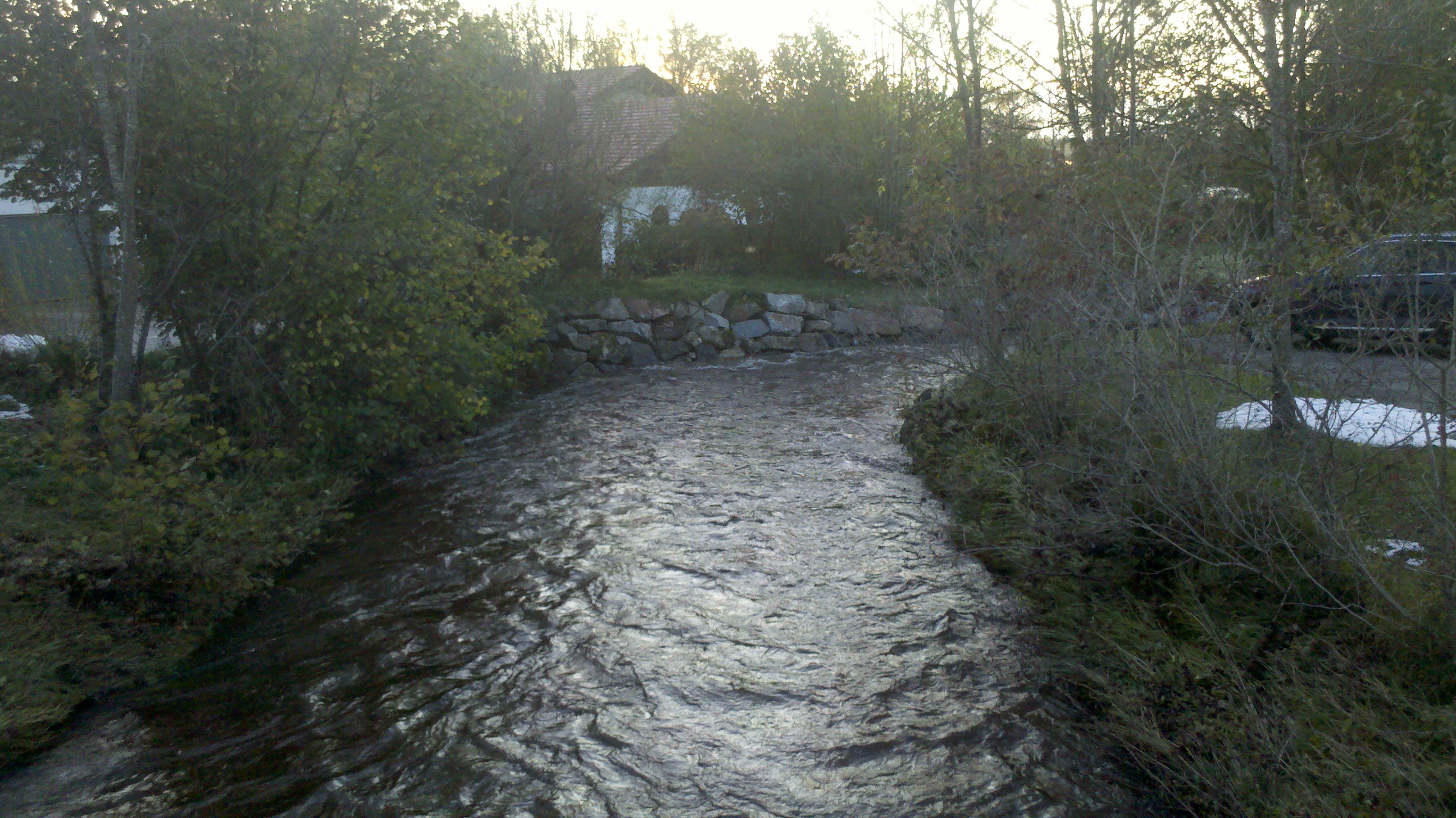

賴恩德爾巴赫河是德國的河流，位於該國東南部，由巴伐利亞負責管轄，屬於洛伊薩赫河的右支流，河道全長3.4公里，流域面積21.5平方公里。